# 中田久美
中田久美（1965年9月3日—）是一名日本前排球运动员，現為教練員，生于東京都練馬区。她在1984年夏季奥林匹克运动会中，参加了女子排球比赛并获得铜牌。2016年10月，中田接替真鍋政義，成为日本国家女子排球队新任主教练。在球員時代司職二傳位置。